# Palais des congrès 81 - Avec simplicité
Albums de Serge Lama
Souvenirs... Attention... Danger ! Lama père et fils
Palais des congrès 81 - Avec simplicité est un album live de Serge Lama enregistré au palais des congrès de Paris en 1981.

## Titres
L'ensemble des textes est de Serge Lama (sauf indications et/ou précisions supplémentaires).
| 1.   | Prologue à Lama (instrumental)             |                               | Yves Gilbert              |  |
| 2.   | Seul tout seul                             |                               | Alice Dona                |  |
| 3.   | Un tempo d'autorail                        |                               | Claude Perraudin          |  |
| 4.   | Une vie basse calories                     |                               | Jean-Claude Petit         |  |
| 5.   | Le lit d'Isabelle                          |                               | Tony Stephanidis          |  |
| 6.   | Stéphanie au violon                        |                               | Yves Gilbert              |  |
| 7.   | Avec simplicité                            | Richard Cocciante, Serge Lama | Georges Augier de Moussac |  |
| 8.   | Le dimanche en famille                     |                               | Alice Dona                |  |
| 9.   | La vieille et le brocanteur                |                               | Yves Gilbert              |  |
| 10.  | Medley :                                   |                               |                           |  |
| 10a. | - D'aventures en aventures                 |                               | Yves Gilbert              |  |
| 10b. | - C'est toujours comme ça la première fois |                               | Yves Gilbert              |  |
| 10c. | - Une île                                  |                               | Yves Gilbert              |  |
| 10d. | - Les p'tites femmes de Pigalle            |                               | Jacques Datin             |  |
| 10e. | - Superman (Apeman)                        | Serge Lama (adaptation)       | Raymond Douglas Davies    |  |
| 10f. | - Je t'aime à la folie                     |                               | Yves Gilbert              |  |
| 10g. | - Femme, femme, femme                      |                               | Alice Dona                |  |
| 11.  | Music-hall                                 |                               | Jean-Claude Petit         |  |
| 12.  | L'archevêque                               |                               | Yves Gilbert              |  |

| 1.  | Les piscines privées               | Yves Gilbert                  |  |
| 2.  | Ballerine                          | Yves Gilbert                  |  |
| 3.  | J'me sens tout petit               | Alice Dona                    |  |
| 4.  | Mon dada c'est la danseuse         | Jean-Claude Petit, Serge Lama |  |
| 5.  | Souvenirs... Attention... Danger ! | Tony Stephanidis              |  |
| 6.  | De France                          | Alice Dona                    |  |
| 7.  | Le tyran                           | Jean-Claude Petit             |  |
| 8.  | Land of tranquility (instrumental) | Claude Perraudin              |  |
| 9.  | Avé Maria                          | Yves Gilbert                  |  |
| 10. | Mes frères                         | Jean-Claude Petit, Serge Lama |  |
| 11. | Devenir vieux                      | Yves Gilbert                  |  |
| 12. | Femme, femme, femme                | Alice Dona                    |  |